# Ole Madsen
Ole Eduard Fischer Madsen (21. prosince 1934, Kodaň, Dánsko – 26. března 2006, Brønshøj, Dánsko) byl dánský fotbalový útočník, účastník mistrovství Evropy ve fotbale 1964.

## Fotbalová kariéra
V národním týmu nastřílel 42 branek v 50 zápasech. V roce 1964 vystřílel svému týmu postup mezi čtyři nejlepší týmy Evropy. V kvalifikaci skóroval čtyřikrát proti Maltě (Dánové vyhráli 6:1 a 3:1), jednou proti Albánii (4:0 a 0:1) a šestkrát proti Lucembursku (3:3, 2:2 a 1:0). Na finálovém turnaji byl kapitánem svého týmu, ale střelecky vyšel naprázdno. Za své výkony v této sezóně byl zvolen dánským hráčem roku a jako první Dán v historii také bodoval v anketě o Zlatý míč (s jediným hlasem skončil na děleném devatenáctém místě).
Ačkoliv byl dobrý kanonýr, přesto hrál za druholigový Hellerup IK, odmítal nabídky evropských velkoklubů, protože podle tehdejších pravidel by s profesionální smlouvou nesměl nastoupit za dánskou reprezentaci (pracoval jako řidič náklaďáku). Až v roce 1965 přestoupil do rotterdamské Sparty, s níž získal v roce 1966 nizozemský fotbalový pohár, když vstřelil jediný gól finálového zápasu s ADO Den Haag. Po třech letech se vrátil do Hellerupu, aktivní kariéru ukončil v září 1969 po zranění křížových vazů, které utrpěl v přípravném utkání s Norskem.